# Cyrtophora jabalpurensis
Cyrtophora jabalpurensis är en spindelart som beskrevs av Gajbe 1999. Cyrtophora jabalpurensis ingår i släktet Cyrtophora och familjen hjulspindlar. Inga underarter finns listade i Catalogue of Life.